# Province de Wakasa
Wakasa (若狭国, -no kuni) est une ancienne province du Japon qui se trouvait dans une région qui est aujourd'hui la partie ouest de la préfecture de Fukui. La province de Wakasa était entourée par les provinces d'Echizen, Omi, Tamba, Tango et Yamashiro. La province est parfois nommée « Reinan » (嶺南).

Carte des anciennes provinces du Japon avec Wakasa mise en évidence.

La capitale de la province était la ville d'Obama qui est restée la ville la plus importante de la province jusqu'à la période Edo.